# Частова
Частова (рос. Частова) — присілок в Новгородському районі Новгородської області Російської Федерації.
Населення становить 107 осіб. Входить до складу муніципального утворення Бронницьке сільське поселення.

## Історія
Від 2004 року входить до складу муніципального утворення Бронницьке сільське поселення.

## Населення
| 2010 |
| ---- |
| 107  |